# بيز فيال
بيز فيال (بالإنجليزية: Piz Vial)‏ هو أحد جبال سلسلة جبال الألب ليبونتيني ويقع في كانتون غراوبوندن في سويسرا. يحتل المرتبة رقم 151 في قائمة جبال سويسرا من حيث الارتفاع، إذ يبلغ ارتفاعه حوالي 3168 متر، بينما يبلغ ارتفاع نتوء الجبل 465 متر، هذا وقد سجل أول وصول لقمة الجبل عام 1873.